# Nebulae
Nebulae (chiń.: 星雲) – superkomputer o mocy obliczeniowej 1,271 PFLOPS (wykonujący 1,2 biliarda operacji zmiennoprzecinkowych na sekundę). Został wyprodukowany przez Dawning Information Industry w 2010 roku i zainstalowany w Narodowym Centrum Obliczeniowym w Shenzhen w Chinach. W czerwcu 2010 roku był drugim najszybszym superkomputerem świata (po amerykańskim Jaguarze).

## Architektura
Nebulae zbudowany jest z węzłów Dawning TC3600 Blade, zawierających procesory Intel Xeon X5600 oraz procesory graficzne Nvidia Tesla C2050. Posiada w sumie 122 400 rdzeni obliczeniowych, a jego teoretyczna wydajność to 2,987 PFLOPS.